# Industrialna (stacja szybkiego tramwaju)
Industrialna (ukr. Індустріальна) – naziemna stacja szybkiego tramwaju w Krzywym Rogu na Ukrainie. Została otwarta 26 października 1999 r..

## Konstrukcja
Industrialna jest stacją naziemną. Zadaszenie peronów podtrzymywane jest przez ściany zewnętrzne oraz osiem kolumn, po cztery na każdym z dwóch peronów. Ściany stacji wykończono niewielkimi kaflami ceramicznymi, natomiast podłogi wyłożono kamiennymi płytkami o nieregularnych kształtach. Wyjście ze stacji umożliwia przejście podziemne z dwoma wyjściami: wschodnim (w kierunku zabudowań mieszkalnych) i zachodnim (w kierunku niezabudowanej przestrzeni przy kopalni rudy).

## Galeria

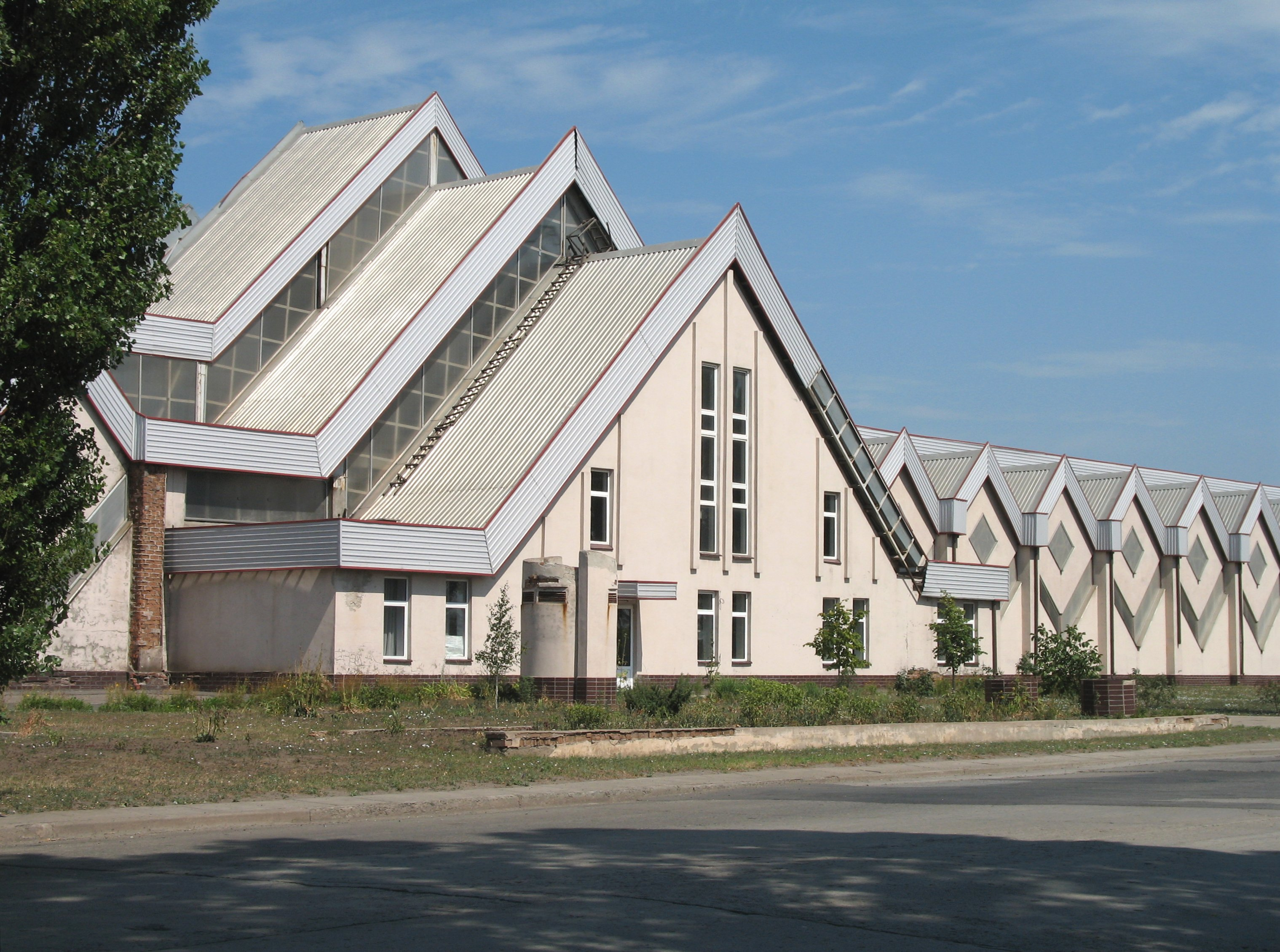
Widok na halę stacji Industrialnej
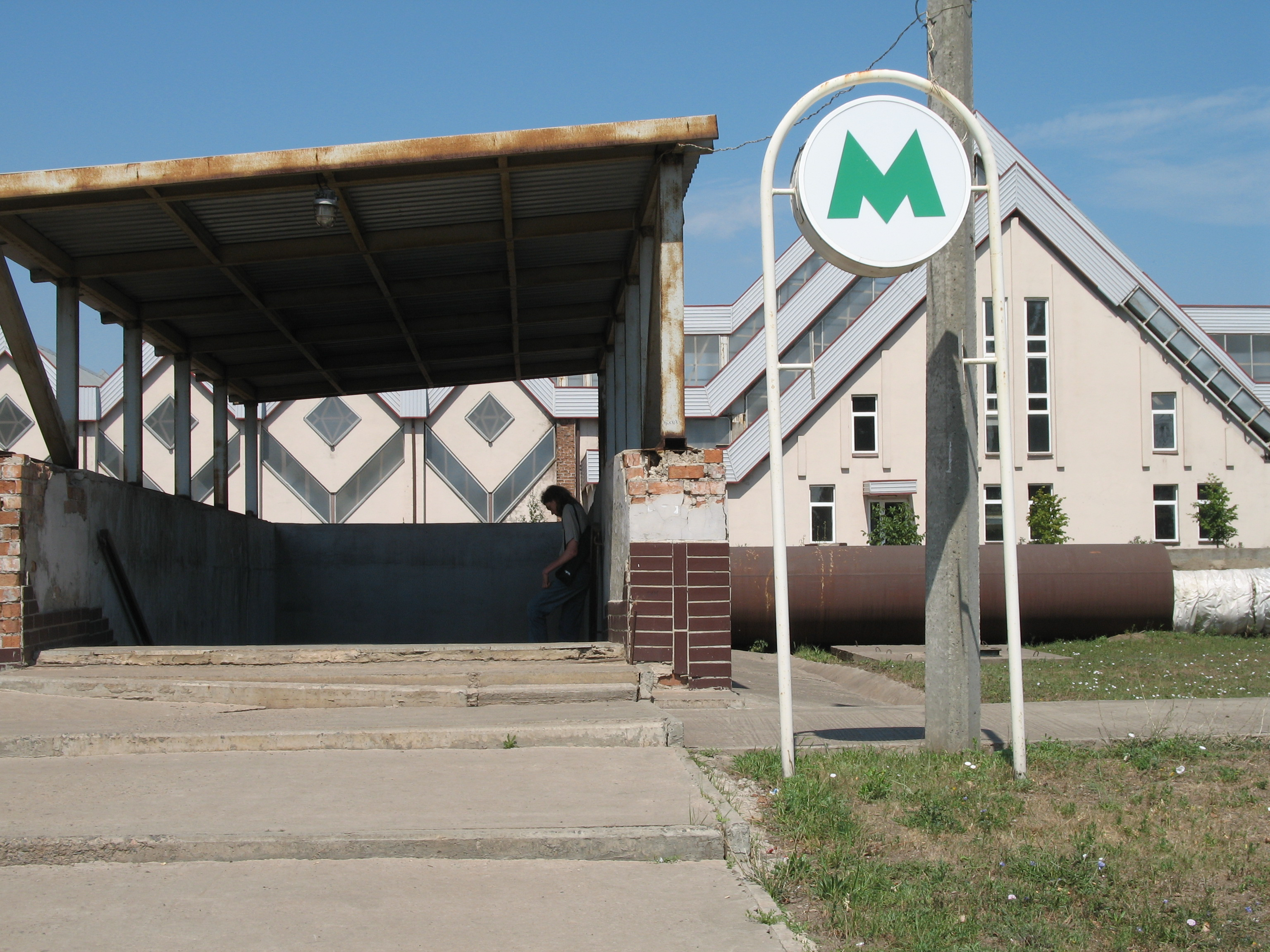
Wejście do przejścia podziemnego
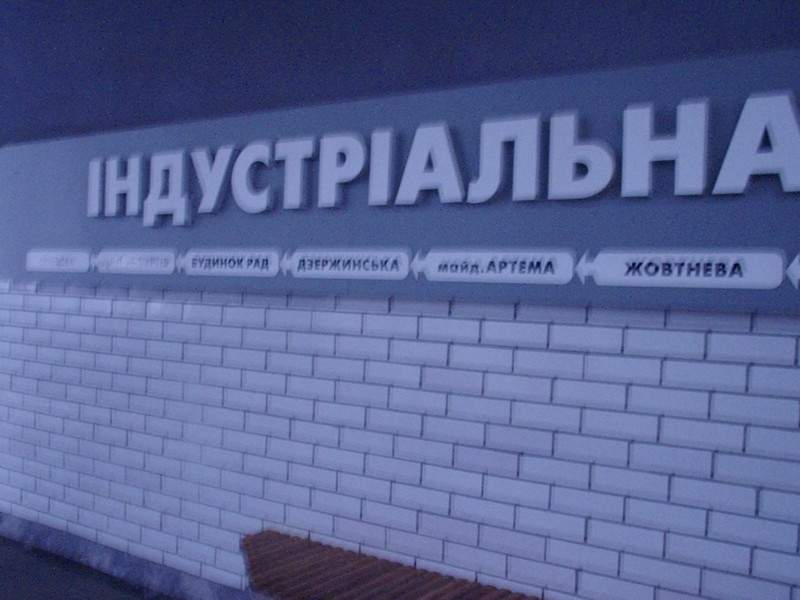
Tablica z nazwą stacji na peronie